# Stuessya perennans
Stuessya perennans là một loài thực vật có hoa trong họ Cúc. Loài này được B.L.Turner & F.G.Davies miêu tả khoa học đầu tiên năm 1980.